# Hugo von Kottwitz

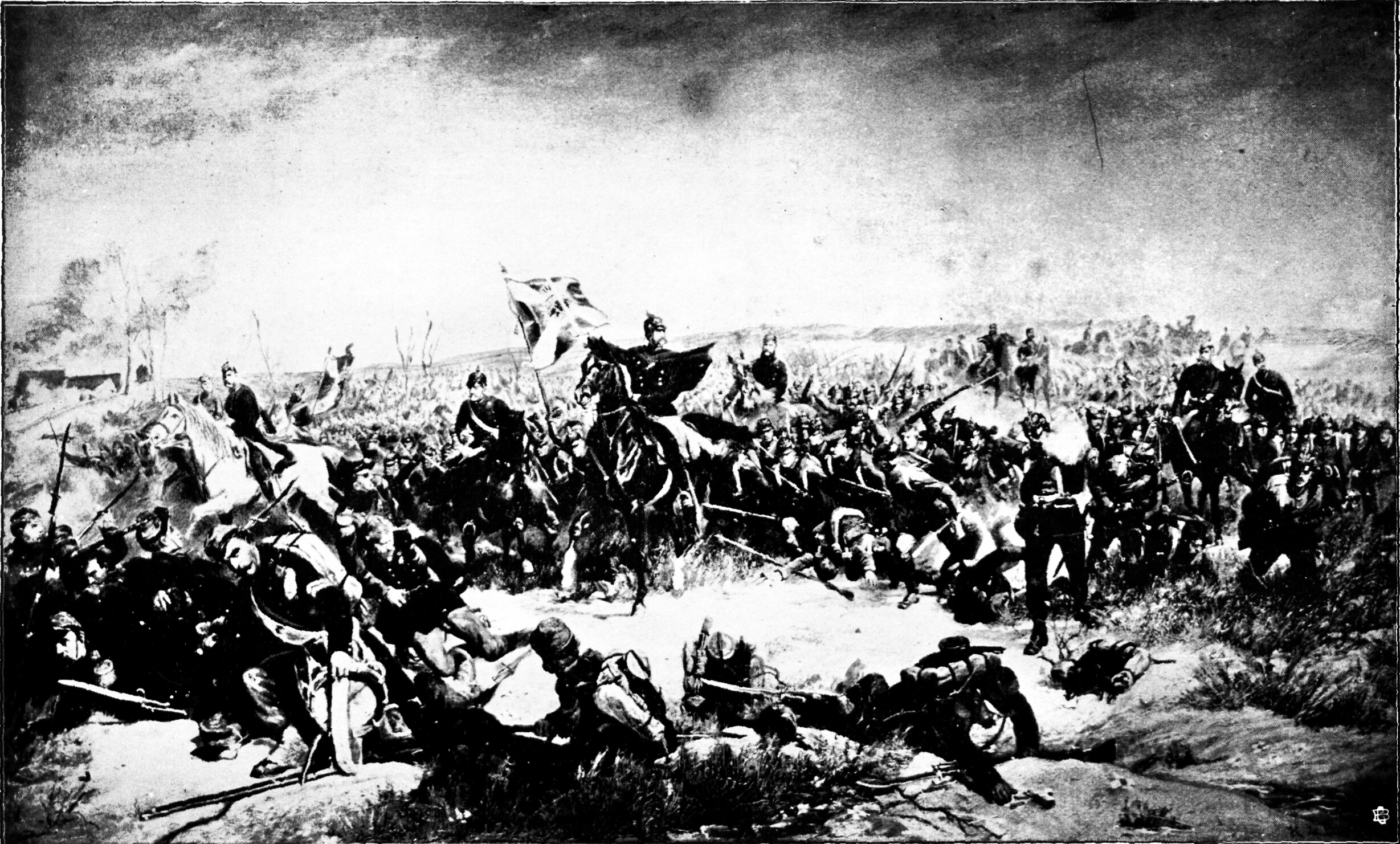
Tướng von Kottwitz và Tiểu đoàn Bắn súng hỏa mai trong Trận chiến Loigny

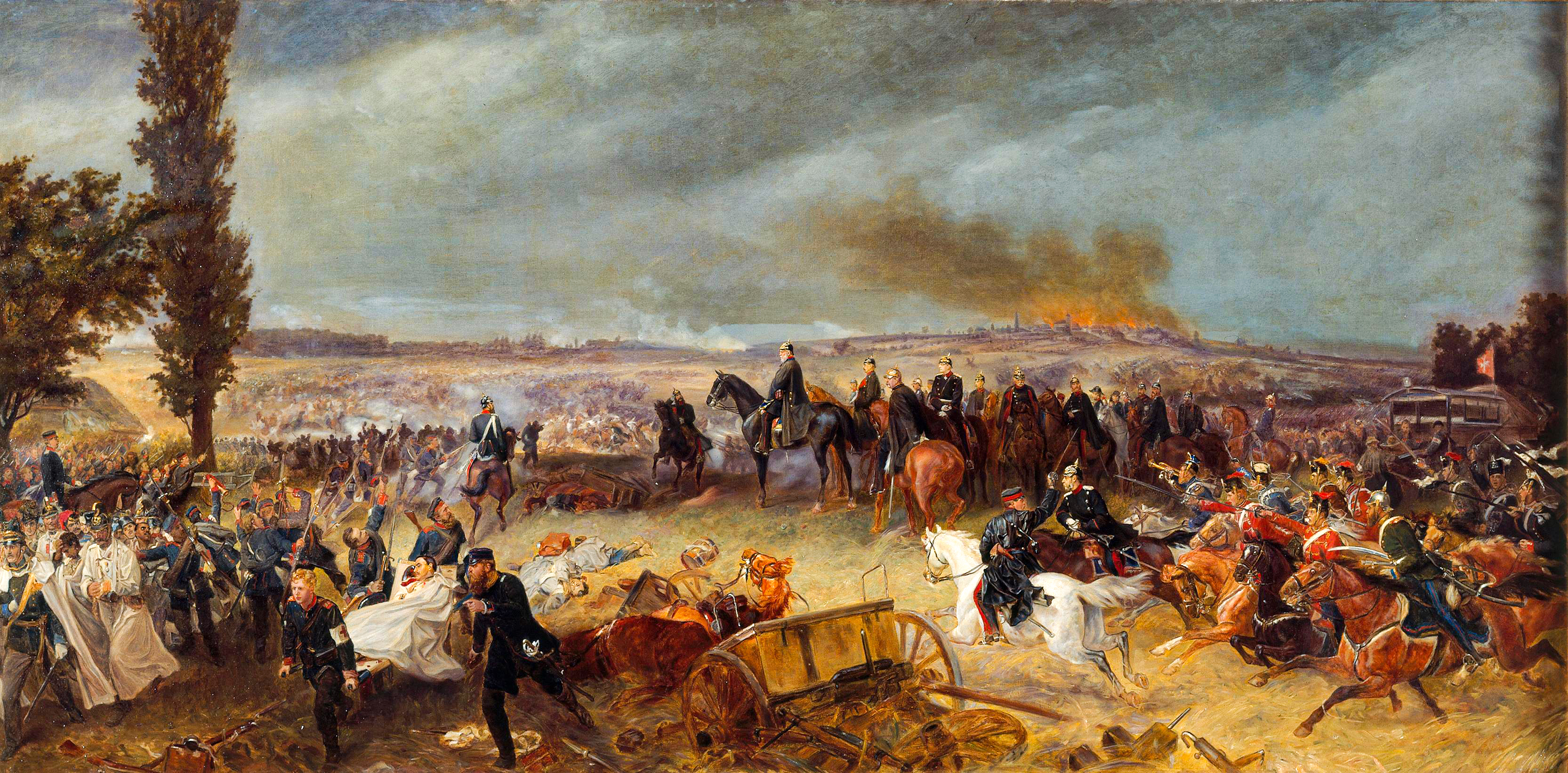
Trận chiến Königgrätz

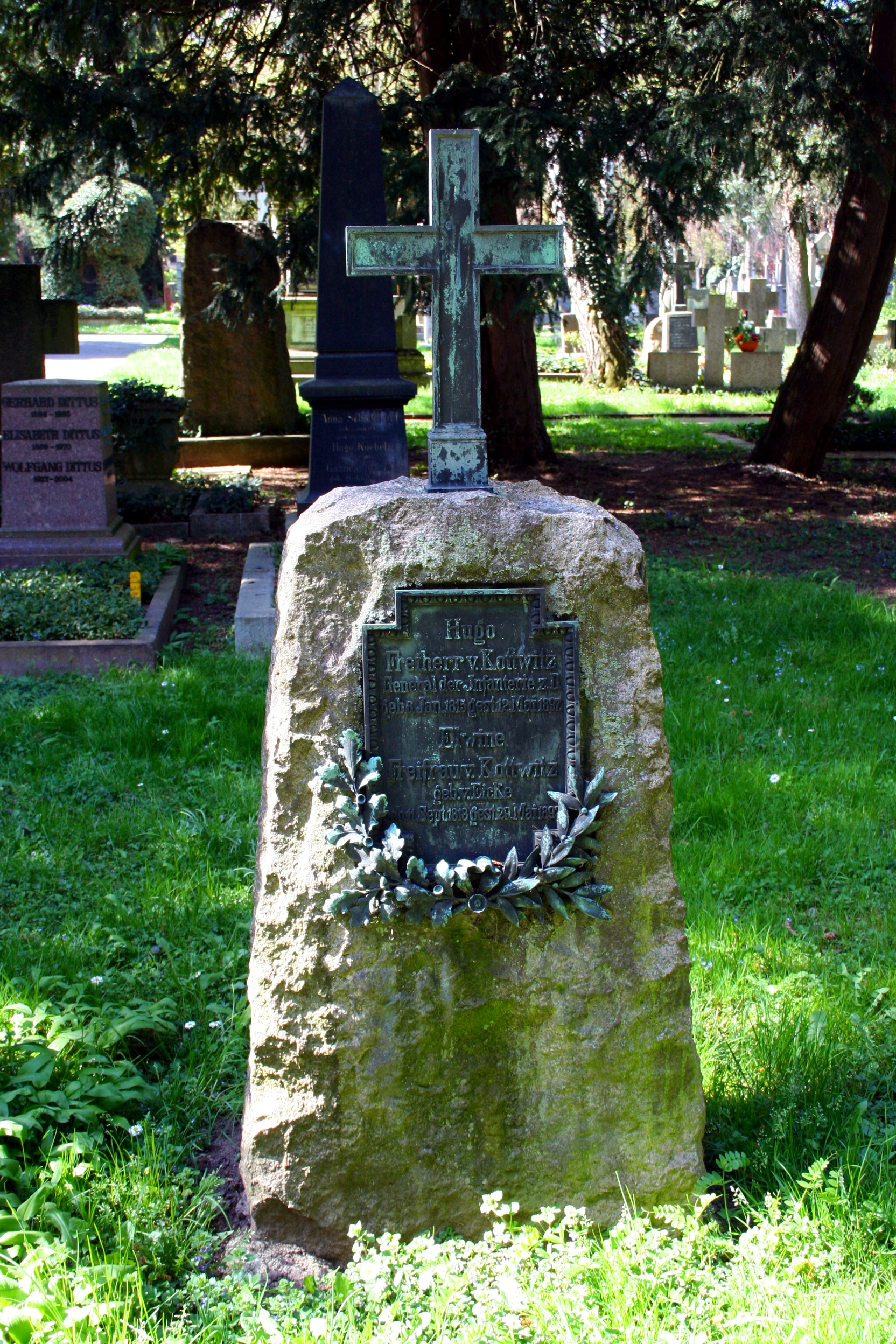
Mộ phần của ông ở Pragfriedhof Stuttgart

Hugo Karl Ernst Freiherr von Kottwitz (6 tháng 1 năm 1815 ở Wahlstatt tại Liegnitz – 13 tháng 5 năm 1897 tại Stuttgart) là một Thượng tướng Bộ binh của Vương quốc Phổ, đã tham gia trong cuộc Chiến tranh Áo-Phổ năm 1866 và cuộc Chiến tranh Pháp-Đức (1870 – 1871), trong đó ông đóng một vai trò quan trọng đến chiến thắng của quân đội Phổ – Đức trong trận Loigny-Poupry vào ngày 2 tháng 12 năm 1870.

## Sự nghiệp quân sự
Trong dịp sinh nhật lần thứ 17 của mình, Hugo Freiherr von Kottwitz đã gia nhập Trung đoàn Bộ binh số 11, đóng quân tại Breslau. Ông vẫn ở trong trung đoàn cho đến khi ông được phong cấp bậc Thượng tá và Tư lệnh (Kommandeur) Trung đoàn Bộ binh số 17 (Westfalen 4) không lâu trước khi cuộc Chiến tranh Bảy tuần bùng nổ năm 1866. Dưới sự thống lĩnh của ông, trung đoàn này là một phần thuộc biên chế của Binh đoàn Elbe (Elbarmee) và đã thể hiện khả năng của mình trong trận Königgrätz vào ngày 3 tháng 7 bằng cuộc tấn công thắng lợi vào rừng Bor nơi có quân Sachsen trấn giữ.
Trong cuộc tổng động viên vào năm 1870 khi Chiến tranh Pháp-Đức bùng nổ, ông được lên cấp bậc Thiếu tướng và Tư lệnh của Lữ đoàn Bộ binh số 33 thuộc Sư đoàn Bộ binh số 17. Lữ đoàn do ông chỉ huy bao gồm các Trung đoàn Hansestadt số 75 và 76. Sư đoàn này là một phần thuộc biên chế của Quân đoàn VIII dưới quyền chỉ huy của Đại Công tước xứ Mecklenburg-Schwerin là Friedrich Franz II.
Von Kottwitz đã tham chiến trong các cuộc vây hãm Metz, Toul và Paris. Vào tháng 11 năm 1870, ông tham gia trong cuộc tiến công của quân đội Đức về phía Le Mans. Đợt tấn công đại thắng của Lữ đoàn số 33 vào làng Loigny và sau đó là cuộc phòng ngự thành công vị trí này đã đóng một vai trò quyết định đến chiến thắng của người Đức trong trận Loigny-Poupry vào ngày 2 tháng 12 năm 1870.
Sau cuộc chinh phạt Orléans, ông đã tham gia trong thắng lợi quyết định của quân đội Đức trước Binh đoàn Loire của Pháp tại Le Mans vào tháng 1 năm 1871.
Trận đánh đẫm máu tại Loigny vào ngày 2 tháng 12 năm 1870 đã chứng tỏ lòng dũng cảm của các trung đoàn Hansestadt dưới quyền chỉ huy của Von Kottwitz. Vào lúc 8 giờ sáng, quân đội Pháp tấn công quân đội Bayern, đẩy quân Bayern vào tình thế khó khăn. Trước tình hình đó, một sĩ quan phụ tá của tướng Ludwig von der Tann, Tư lệnh quân Bayern, phải khẩn cấp cầu viện tướng Hermann von Tresckow, Tư lệnh của Sư đoàn số 17 của Phổ. Tresckow đã điều quân chủ lực của Lữ đoàn số 33 đến hỗ trợ các lực lượng Bayern. Dưới sự thống lĩnh của tướng Kottwitz, ba tiểu đoàn thuộc Trung đoàn Hansestadt số 75 và một tiểu đoàn thuộc Trung đoàn Hansestadt số 76 tiến về Loigny. "Như thể khi diễu binh, với trống đánh, cờ phất, và binh lính hối hả, 4 tiểu đoàn tiến xuống Loigny", với sự yểm trợ của 8 khẩu đội pháo được triển khai theo hình bậc thang ở phía tây Lumeau. Các lực lượng dưới quyền Kottwitz ngay lập tức ồ ạt quân cánh trái của Pháp dưới quyền tướng Bourdillon, và giáng cho quân Pháp một đòn mạnh vào sườn phải, gây cho đối phương choáng ngợp và phải rút chạy vào Loigny. Ở các hố sỏi phía đông ngôi làng, một số đội hình hàng dọc của Pháp đã tiến hành phòng ngự trước cuộc tấn công của quân đội Đức, nhưng bị lưỡi lê của Tiểu đoàn số 1 thuộc Trung đoàn Hansestadt số 76 quét sạch. Giờ đây, Tiểu đoàn số 2 của trung đoàn số 76 và các chi đội của trung đoàn số 75 tiến vào Loigny,. Các đại đội Hansestadt khác, phối hợp với hai tiểu đoàn Bayern, đã tấn công mạnh mẽ từ Beauvilliers, "đánh chiếm Fougeu ngay từ lúc đầu", và bắt giữ nhiều tù binh Pháp tại đây. Họ vẫn giữ được vị trí của mình bất chấp hỏa lực khốc liệt và các đợt tấn công dồn dập của quân Pháp.
Một cuộc giằng co đã diễn ra hết sức quyết liệt ở Loigny, trong đó lợi thế nghiêng về phía Đức. Lúc chạng vạng, tướng Sonis của Pháp đã mang các lực lượng trừ bị của mình vào trận, nhưng để phản trả tướng Tresckow đã mở một tấn công bằng các lực lượng trừ bị cuối cùng của ông. Kottwitz xua hai tiểu đoàn mới toanh thuộc trung đoàn số 75 vào trận và họ đã đi vòng phía nam ngôi làng theo hướng Fougeu, và cùng với các lực lượng Đức chiến đấu trong khu vực này đánh tan quân Pháp, gây cho đối phương những thiệt hại nặng nề. Lữ đoàn Hansestadt do Kottwitz chỉ huy đã làm chủ được Loigny. Thiệt hại cho lữ đoàn của Kottwitz là 21 sĩ quan và 428 binh lính trong trận thắng ở Loigny-Poupry. Do Tiểu đoàn Bắn súng hỏa mai của Trung đoàn số 76, tức Tiểu đoàn III./76, sau này được đổi thành Tiểu đoàn II của Trung đoàn Bộ binh số 162 (Hansestadt 3), cuộc tấn công vào Loigny và tên tuổi của Tướng von Kottwitz trở thành một phần của huyền thoại định hình Trung đoàn Lübeck. Sau khi cuộc chiến tranh chấm dứt, vào ngày 14 tháng 7 năm 1874, ông được bổ nhiệm làm Tư lệnh (Kommandeur) của Sư đoàn 26, đóng quân tại Stuttgart. Sau khi được thăng quân hàm Trung tướng, ông được lãnh chức Tư lệnh của Sư đoàn số 1 đóng quân ở Königsberg, thủ phủ tỉnh Đông Phổ, vào ngày 22 tháng 12 năm 1876. Theo yêu cầu của ông, ông được nghỉ hưu vào ngày 5 tháng 2 năm 1878.
Nhân dịp kỷ niệm 25 ngày chiến thắng Loigny-Poupry, ông được phong quân hàm Thượng tướng Bộ binh vào ngày 2 tháng 12 năm 1895. Vào ngày 13 tháng 5 năm 1897, ông từ trần tại Stuttgart.

## Vinh danh
- Đường Kottwitz (Kottwitzstraße) tại quận Generalsviertel ở Ham-Hoheluft
- Đường Kottwitz (Kottwitzstraße) ở Lübeck-Marli